# Luis González Robles
Luis González Robles (Sanlúcar la Mayor, Sevilla, 1916 - Madrid, 9 de julio de 2003) fue un promotor de exposiciones, director de museo y crítico de arte español. Director del Museo Español de Arte Contemporáneo (1968-1974).

## Biografía
Estudió Filosofía y Letras en la Universidad de Sevilla donde se licenció en 1940. Allí participó en el teatro universitario sevillano, sobre todo en autos sacramentales, hasta que se traslada a Madrid ese mismo año, participando en obras vanguardistas francesas en el Teatro de Cámara. Por su éxito, llega a ser director del Teatro Español, compartido con Luis Escobar Kirkpatrick y Cayetano Luca de Tena.
Posteriormente, su interés recayó en las artes plásticas. A lo largo de su vida, González Robles estuvo empeñado en dar a conocer fuera de España, los jóvenes valores artísticos de vanguardia más prominentes del país, a través de bienales internacionales, siendo comisario español en diferentes exposiciones, como la I Bienal de Alejandría en 1955, donde Álvaro Delgado consiguió el primer premio de pintura y Luis Feito el tercero, la IV Bienal de São Paulo en 1957, donde Jorge Oteiza consiguió el primer premio de escultura, la XXIX Bienal de Venecia en 1958, donde serían premiados Eduardo Chillida, Tàpies y el Pabellón Español o la V Bienal de São Paulo en 1959, donde Modest Cuixart sería primer premio de pintura.
Después de otras muestras de vanguardia en museos extranjeros, conseguiría en 1960, que los museos MOMA y Guggenheim o la Galería Pierre Matisse de Nueva York, dedicaran muestras colectivas de jóvenes artistas españoles.
A partir de 1963 impulsó desde Madrid las exposiciones Arte de España y América que dieron a conocer nuevas tendencias artísticas como el pop. Fue director del Museo Español de Arte Contemporáneo (1968-1974).

## Obra
- Arte Iberoamericano 1900-1990. Ediciones CD Arte - Ediciones UNESCO, Madrid, España.

## Distinciones
- Medalla de Oro al Mérito en las Bellas Artes (2000)